# Adjutorio Serrat
Adjutorio Serrat Giró, né le 2 août 1955 à Olost (province de Barcelone, Espagne), est un footballeur espagnol qui jouait au poste d'arrière latéral gauche.

## Biographie
Après avoir joué avec le FC Barcelone B, Adjutorio Serrat débute avec le FC Barcelone lors de la saison 1979-1980.
Il est ensuite recruté par l'Hércules d'Alicante où il joue deux saisons à un bon niveau. 
Lors du mercato d'hiver de la saison 1982-1983, il est recruté par Valence CF alors entraîné par Miljanic. Il débute avec Valence le 8 janvier 1983 face à l'Athletic Bilbao.
En 1985, Serrat rejoint le CE Sabadell avec qui il monte en première division. Il met un terme à sa carrière en 1987.

## Style
Adjutorio Serrat est un joueur rapide qui aime les acrobaties, en particulier les dégagements de la tête après un vol plané. Il est un défenseur solide. Il est capable de monter de façon énergique en attaque par le côté gauche afin de centrer. Il a un bon tir au but.